# Барбара Гашчакова
Барба́ра Гаща́кова (словац. Barbara Haščáková, англ. Barbara Hascakova; 11 грудня, 1979, Кошиці — 22 листопада 2023, Сарасота, Флорида) — словацька співачка, учасниця колективів «Maduar» та «MC Eric & Barbara».

## Біографія
Барбара народилася у словацькому місті Кошиці. Дуже швидко захопилася музикою, особливо грою на фортепіано (грі на струнних ударно-клавішних музичних інструментах навчалася з шести років) та співом. У віці 12 років, взяла участь у «Mini-Playback-Show», де Барбара імітувала поп-ідолів Майкла Джексона, Мадонну та 4 Non Blondes. Пізніше були виступи на «Talent Show», під час одного з них її помітили та запросили до одного з джаз-клубів у Кошицях. У джаз-клубі її репертуар складався з хітів Майкла Джексона, Мадонни, Мераї Кері, Вітні Г'юстон та групи Queen.
Новий етап у кар'єрі Барбари Гашчакової розпочався у лютому 1994 року. Тоді вона отримала запрошення на кастинг до євроденс-групи «Maduar», де виконала акапельно пісню «Pár bielych ruží» («Пара білих троянд»). Її сопрано, так вразив продюсера групи «Maduar», що Барбара взяла участь у записі перших альбомів групи. Тоді до складу групи входив і MC Ерік Ареста.
Незважаючи на великий успіх альбому «I Feel Good», Ерік і Барбара вирішили покинути «Maduar» і створити власну групу. Так, у березні 1995 року з'явилася нова словацька група «MC Erik & Barbara». Барбара нарешті стала повноцінною частиною євроденс-проекту. В альбомі «U Can't Stop» її голос звучить уже в кожному треці альбому. З успіхом перших альбомів у Барбари розпочалися гастролі концерти, перфоманси, записи відео-кліпів, тому їй довелося перервати навчання у школі (на той час їй було 15 років). Подальше навчання у школі проходила за індивідуальним планом. У жовтні 1996 року вона провела два тижні в Англії, де вивчала розмовну англійську. Наступного, 1997 року Барбара успішно закінчила гімназію.
Запис пісні «Láska drž ma nad hladinou» («Кохання тримає мене на поверхні») став початком сольної кар'єри Барбари Гашчакової. 20 жовтня 1997 року вона випустила свій перший сольний альбом «Barbara» і того ж року записала саундтрек до фільму «Fountain for Suzanne» та виконала основну партію мюзиклу «Mary Stuart».
У 1999 році Барбара підготувала до запису другий сольний альбом «Ver, že ja» («Вір, що я...») на студії «Universal Records» у Словаччині. Після завершення контракту зі студією, у грудні 1999 року, вона виїхала до США, де донині займається сольною кар'єрою.
2014 року співачка знову з'явилася на словацькій музичній сцені. Під час одного з телеефірів талант-шоу «Словаччина шукає суперзірку» в дуеті з молодим співаком Міром Ярошем виконала романтичну композицію «Nepozerám» («Не дивлюсь).

## Родина
Батько Барбари — художник, викладач словацької Академії Мистецтв, мати працювала звукорежисером на Словацькому телебаченні, пізніше у редколегії одного з міжнародних журналів. У Барбари є брат, старший від неї на чотири роки.

## Сольні альбоми
- 1997 — «Barbara»
- 1999 — «Ver, že ja»
- 2002 — «Moje Naj»
- 2004 — «Christmas Album»
- 2003 — «Secrets of Happiness»
- 2006 — «Me & My Music»